# Hogna ocyalina
Hogna ocyalina là một loài nhện trong họ Lycosidae.
Loài này thuộc chi Hogna. Hogna ocyalina được Eugène Simon miêu tả năm 1910.